# Drysdale (Arizona)
Pour les articles homonymes, voir Drysdale.
Drysdale est une census-designated place du comté de Yuma, dans l'État de l'Arizona, aux États-Unis. En 2020, elle compte une population de 225 habitants.